# Gmina związkowa Bernkastel-Kues
Gmina związkowa Bernkastel-Kues (niem. Verbandsgemeinde Bernkastel-Kues) – gmina związkowa w Niemczech, w kraju związkowym Nadrenia-Palatynat, w powiecie Bernkastel-Wittlich. Siedziba gminy związkowej znajduje się w mieście Bernkastel-Kues.

## Podział administracyjny
Gmina związkowa zrzesza 23 gminy, w tym jedną gminę miejską (Stadt) oraz 22 gminy wiejskie:
1. Bernkastel-Kues
2. Brauneberg
3. Burgen
4. Erden
5. Gornhausen
6. Graach an der Mosel
7. Hochscheid
8. Kesten
9. Kleinich
10. Kommen
11. Lieser
12. Longkamp
13. Lösnich
14. Maring-Noviand
15. Minheim
16. Monzelfeld
17. Mülheim an der Mosel
18. Neumagen-Dhron
19. Piesport
20. Ürzig
21. Veldenz
22. Wintrich
23. Zeltingen-Rachtig